# Ендрю Ленг (баскетболіст)
Ендрю Чарльз Ленг (молодший) (англ. Andrew Charles Lang Jr., нар. 28 червня 1966, Пайн-Блафф, Арканзас, США) — американський професійний баскетболіст, що грав на позиції центрового за низку команд НБА.

## Ігрова кар'єра
На університетському рівні грав за команду Арканзас (1984–1988). 
1988 року був обраний у другому раунді драфту НБА під загальним 28-м номером командою «Фінікс Санз». Професійну кар'єру розпочав 1988 року виступами за тих же «Фінікс Санз», захищав кольори команди з Фінікса протягом наступних 4 сезонів.
З 1992 по 1993 рік грав у складі «Філадельфія Севенті-Сіксерс», куди разом з Джеффом Горнасеком та Тімом Перрі був обміняний на Чарльза Барклі.
1993 року перейшов до «Атланта Гокс», у складі якої провів наступні 3 сезони своєї кар'єри.
Наступною командою в кар'єрі гравця була «Міннесота Тімбервулвз», за яку він відіграв лише частину сезону 1996 року.
З 1996 по 1998 рік грав у складі «Мілвокі Бакс».
Частину 1999 року виступав у складі «Чикаго Буллз».
Останньою ж командою в кар'єрі гравця стала «Нью-Йорк Нікс», до складу якої він приєднався 1999 року і за яку відіграв один сезон.

## Особисте життя
Одружений, виховує двох синів. Працює капеланом у команді «Атланта Гокс».

## Статистика виступів в НБА

### Регулярний сезон
| Сезон             | Команда                       | GP  | GS  | MPG  | FG%  | 3P%  | FT%  | RPG | APG | SPG | BPG | PPG  |
| ----------------- | ----------------------------- | --- | --- | ---- | ---- | ---- | ---- | --- | --- | --- | --- | ---- |
| 1988–1989         | «Фінікс Санз»                 | 62  | 25  | 8.5  | .513 | .000 | .650 | 2.4 | 0.1 | 0.3 | 0.8 | 2.6  |
| 1989–1990         | «Фінікс Санз»                 | 74  | 0   | 13.7 | .557 | .000 | .653 | 3.7 | 0.3 | 0.3 | 1.8 | 3.5  |
| 1990–1991         | «Фінікс Санз»                 | 63  | 18  | 18.3 | .577 | .000 | .715 | 4.8 | 0.4 | 0.3 | 2.0 | 4.9  |
| 1991–1992         | «Фінікс Санз»                 | 81  | 71  | 24.3 | .522 | .000 | .768 | 6.7 | 0.5 | 0.6 | 2.5 | 7.7  |
| 1992–1993         | «Філадельфія Севенті-Сіксерс» | 73  | 59  | 25.5 | .425 | .200 | .763 | 6.0 | 1.1 | 0.6 | 1.9 | 5.3  |
| 1993–1994         | «Атланта Гокс»                | 82* | 0   | 19.6 | .469 | .250 | .689 | 3.8 | 0.6 | 0.5 | 1.1 | 6.1  |
| 1994–1995         | «Атланта Гокс»                | 82* | 63  | 28.5 | .473 | .667 | .809 | 5.6 | 0.9 | 0.5 | 1.8 | 9.7  |
| 1995–1996         | «Атланта Гокс»                | 51  | 51  | 35.6 | .454 | .000 | .805 | 6.5 | 1.2 | 0.7 | 1.7 | 12.9 |
| 1995–1996         | «Міннесота Тімбервулвз»       | 20  | 18  | 27.5 | .421 | .500 | .789 | 6.1 | 0.2 | 0.4 | 2.1 | 8.8  |
| 1996–1997         | «Мілвокі Бакс»                | 52  | 52  | 23.0 | .464 | .000 | .721 | 5.3 | 0.5 | 0.5 | 0.9 | 5.3  |
| 1997–1998         | «Мілвокі Бакс»                | 57  | 0   | 12.1 | .378 | .000 | .772 | 2.7 | 0.3 | 0.3 | 0.5 | 2.7  |
| 1997–1998         | «Мілвокі Бакс»                | 57  | 0   | 12.1 | .378 | .000 | .772 | 2.7 | 0.3 | 0.3 | 0.5 | 2.7  |
| 1998–1999         | «Чикаго Буллз»                | 21  | 13  | 18.4 | .323 | .000 | .696 | 4.4 | 0.6 | 0.2 | 0.6 | 3.8  |
| 1999–2000         | «Нью-Йорк Нікс»               | 19  | 10  | 12.8 | .438 | .000 | .429 | 3.2 | 0.2 | 0.4 | 0.3 | 3.1  |
| Усього за кар'єру | Усього за кар'єру             | 737 | 380 | 20.8 | .470 | .250 | .744 | 4.8 | 0.6 | 0.5 | 1.5 | 6.0  |

### Плей-оф
| Сезон             | Команда           | GP | GS | MPG  | FG%  | 3P%  | FT%  | RPG | APG | SPG | BPG | PPG  |
| ----------------- | ----------------- | -- | -- | ---- | ---- | ---- | ---- | --- | --- | --- | --- | ---- |
| 1988–1989         | «Фінікс Санз»     | 4  | 0  | 2.0  | .000 | .000 | .000 | 1.5 | 0.3 | 0.0 | 0.0 | 0.0  |
| 1989–1990         | «Фінікс Санз»     | 12 | 0  | 7.8  | .667 | .000 | .571 | 1.7 | 0.2 | 0.3 | 0.8 | 1.3  |
| 1990–1991         | «Фінікс Санз»     | 4  | 0  | 13.8 | .545 | .000 | .824 | 4.5 | 0.3 | 0.3 | 0.8 | 6.5  |
| 1991–1992         | «Фінікс Санз»     | 8  | 8  | 24.0 | .375 | .000 | .789 | 4.0 | 0.3 | 0.4 | 1.9 | 5.6  |
| 1993–1994         | «Атланта Гокс»    | 11 | 0  | 21.3 | .460 | .000 | .773 | 4.3 | 0.5 | 0.5 | 1.8 | 6.8  |
| 1994–1995         | «Атланта Гокс»    | 3  | 3  | 33.7 | .429 | .000 | .778 | 4.0 | 0.3 | 0.7 | 0.7 | 10.3 |
| Усього за кар'єру | Усього за кар'єру | 42 | 11 | 16.3 | .444 | .000 | .770 | 3.2 | 0.3 | 0.4 | 1.2 | 4.6  |